# Neus Lloveras
Neus Lloveras i Massana, née le 3 août 1963 à Vilanova i la Geltrú (Catalogne), est une femme politique espagnole.
Membre de la Convergence démocratique de Catalogne (CDC) puis du Parti démocrate européen catalan (PDeCAT), elle est maire de Vilanova i la Geltrú entre 2011 et 2019. Elle siège, parallèlement, au Parlement de Catalogne de 2015 à 2017, sous l'étiquette de la coalition indépendantiste Ensemble pour le oui (JxSí). Entre 2016 et 2018, elle préside l'Associació de Municipis per la Independència (AMI).

## Biographie

### Formation et carrière professionnelle
Neus Lloveras i Massana est née le 3 août 1963 à Vilanova i la Geltrú, dans le Garraf, en Catalogne. En raison des déplacements professionnels de son père, qui est chanteur d'opéra, elle vit pendant deux ans à Tel Aviv (Israël), deux ans à Essen (Allemagne), et sept ans à Hambourg. Elle retourne en 1980 à Vilanova i la Geltrú pour s'y installer.
Elle est titulaire du titre de technicienne administrative du CIC de Barcelone. Par la suite, elle obtient au milieu des années 1990 un diplôme de direction financière à l'Escuela de Alta Dirección y Administración (EADA) de Barcelone. Elle parle l'anglais, le français et l'allemand.
Elle travaille d'abord comme responsable de l'administration des ventes pour l'entreprise EPSON. Elle effectue ensuite la plus grande partie de sa carrière professionnelle comme directrice financière de l'entreprise d'électromécanique AKO, entre 1985 et 2011.

### Maire de Vilanova i la Geltrú
Neus Lloveras s'engage en politique dans l'équipe municipale de Convergence et Union (CiU) à Vilanova i la Geltrú, dirigée par Esteve Orriols, en 2003. Elle est élue conseillère municipale aux élections municipales de 2003 et de 2007. En 2009, elle est désignée tête de liste municipale de CiU.
Aux élections municipales de 2011, Convergence et Union arrive en tête et obtient 9 sièges sur 25 au conseil municipal, avec seulement 80 voix d'avance sur le Parti des socialistes de Catalogne (PSC) dirigé par Joan Ignasi Elena, qui obtient 8 conseillers. La Candidature d'unité populaire (CUP), qui détient 3 sièges, refuse de s'allier avec celui-ci, ce qui permet à Neus Lloveras d'être élue maire et mettre fin à douze années de gouvernement tripartite dirigé par le PSC. Elle prend la tête d'un exécutif municipal minoritaire, qui s'appuie sur des accords ponctuels au cours de la mandature.
Son mandat est caractérisé par les difficultés financières de la municipalité et la faiblesse du gouvernement minoritaire. En février 2013, les quatre groupes de l'opposition — le Parti socialiste, Initiative pour la Catalogne Verts (ICV), le Parti populaire (PP) et la CUP — rejettent le projet de budget municipal. Le PSC, ICV et la CUP envisagent de conclure une alliance et voter une motion de censure, mais la Candidature d'unité populaire repousse finalement le projet, ce qui permet à Neus Lloveras de poursuivre son mandat.
Les principales politiques mises en œuvre pendant son mandat sont les tentatives d'améliorer la situation financière de la municipalité, le projet d'aménagement de la Plaça del Port après une consultation publique, et le soutien au développement du tourisme gastronomique autour de la gamba de Vilanova. La nouvelle équipe municipale reprend le projet de la municipalité précédente de développement urbain de l'Eixample Nord, qui vise à rendre constructible une zone naturelle et qui avait été repoussé à la suite de l'explosion de la bulle immobilière espagnole. Le projet échoue en 2015 après un vote négatif de la Candidature d'unité populaire.
Aux élections municipales de 2015, Convergence et Union (CiU) est à nouveau en tête à Vilanova i la Geltrú, mais perd trois sièges. Elle obtient 6 conseillers, contre 5 pour le Parti des socialistes de Catalogne. Neus Lloveras tente de s'allier avec la CUP (5 sièges) et Esquerra Republicana de Catalunya (ERC, 4 sièges), pour former une coalition municipale indépendantiste. Le Parti socialiste cherche également à conclure une alliance avec les mêmes partis pour former un gouvernement de gauche et rejeter Convergence et Union dans l'opposition. Les deux projets échouent, et CiU et PSC concluent un pacte de gouvernement qui permet à Neus Lloveras d'être réélue maire. Leur programme commun en 52 points fixe comme priorités la sortie de la crise, le soutien à l'activité économique et la transparence administrative.

### Députée au Parlement de Catalogne
Neus Lloveras est désignée candidate par Convergence démocratique de Catalogne (Convergència) pour les élections autonomiques de 2015, à la cinquième place de la liste présentée dans la circonscription de Barcelone, après Artur Mas, Neus Munté, Jordi Turull, et Josep Rull. Elle est placée en quatorzième position sur la liste indépendantiste unitaire de Junts pel Sí, coalition électorale unissant Convergència, ERC et des candidats indépendants issus d'Òmnium Cultural et de l'Assemblée nationale catalane (ANC). Elle est élue députée au Parlement de Catalogne le 27 septembre. Son nom est un temps évoqué pour entrer au gouvernement.
Au Parlement, elle est secrétaire de la commission des Affaires institutionnelles. Elle est également membre de la commission de la Gouvernance, des Administrations publiques et du logement, et de la commission de l'Action extérieure et la Coopération, des Relations institutionnelles et de la Transparence. Elle est rapporteuse de la proposition de loi de réforme des vegueries.

### Présidente de l'AMI
Neus Lloveras est membre de l'Associació de Municipis per la Independència (AMI). Lors du renouvellement de la direction de l'organisation en juillet 2015, elle est élue membre de la commission exécutive, sur la candidature unique dirigée par Carles Puigdemont.
Après la désignation de Carles Puigdemont comme président de la Généralité, Convergència la désigne candidate à la présidence de l'AMI, à la tête d'une candidature de consensus formée avec ERC. Elle est élue présidente de l'Associació de Municipis per la Independència à l'unanimité lors de l'assemblée générale du 8 avril 2016.